# Agustín Sancho
Agustín Sancho Agustina, deportivamente conocido como Sancho (Benlloch, España, 18 de julio de 1896-Barcelona, España, 25 de agosto de 1960), fue un futbolista español. Jugaba como medio centro y desarrolló la mayor de su carrera en el FC Barcelona y, en menor medida, la UE Sants. Fue también integrante de la primera selección española de la historia, la Furia Roja, que logró la medalla de plata en los Juegos Olímpicos de Amberes de 1920.

## Trayectoria

### Como jugador
Aunque nacido en Benlloch, en la provincia de Castellón, se crio en el barrio de Sants de Barcelona. Ahí empezó a jugar al fútbol, pasando por varios equipos locales, como el Gladiator, el Internacional y el Centre d'Esports Sans.
Su buen rendimiento despertó el interés de los principales clubes barceloneses y, aunque tenía un preacuerdo con el RCD Español, finalmente saltó al FC Barcelona. El 27 de agosto de 1916 jugó el primer partido con su nuevo club, un torneo con motivo de la Fiesta Mayor de Sants que le enfrentó, precisamente, al RCD Español.  Pronto se convirtió en uno de los principales referentes del club azulgrana, lo que quedó refrendado cuando fue uno de los cuatro azulgranas que entraron en la primera convocatoria de la selección española, que obtuvo la medalla de plata en las olimpiadas de Amberes, junto a sus compañeros Zamora, Samitier y Sesúmaga.
En su primera etapa como barcelonista, que duró seis temporadas, logró cuatro campeonatos de Cataluña y dos copas del Rey. Hasta la creación del campeonato de Liga en 1929, la Copa era el principal trofeo nacional disputado en España y Sancho jugó ambas finales, en 1920 ante el Athletic Club y 1922 contra el Real Unión de Irún. 
Molesto tras recibir críticas, en especial por su sobrepeso, en junio de 1922 Sancho solicitó la baja al Barcelona y regresó a sus orígenes, fichando por la Unió Esportiva Sants, club recién nacido de la fusión del Internacional y el Centre d'Esports Sans. El club sansense, además, le ofreció un trabajo como contratista de la construcción para el Ayuntamiento de Barcelona. Durante toda su carrera Sancho había compaginado el fútbol con su trabajo como albañil, ya que hasta finales de los años veinte no se reconoció el profesionalismo en España.
Sancho permaneció una temporada en el Sants, hasta que en junio de 1923 los dirigentes del FC Barcelona le convencieron para que reingresara en el equipo azulgrana.
Jugó otros cinco años en el Barcelona, en los cuales el equipo sumó otros tres campeonatos regionales y dos campeonatos de España. En ambas finales de Copa Sancho fue titular, destacando la de 1925, en la que logró uno de los dos goles de la victoria sobre el Arenas de Getxo.
En su último año, la temporada 1927-28, tuvo una papel testimonial, y solo jugó algunos partidos amistosos con el equipo de reservas del Barcelona. En 17 de junio de 1928 el club le rindió un homenaje con un partido en el Camp de Les Corts ante el CE Europa. Fue el último partido de Sancho con la camiseta azulgrana.
Tras dejar el Barcelona, en septiembre de 1928 se incorporó al CE Sabadell como entrenador-jugador.

### Como entrenador
Su primera experiencia en un banquillo le llegó el verano de 1922. Sancho, aceptó la propuesta de dirigir durante algunos partidos al Club Deportivo Castellón, que se acababa de fundar en la capital de La Plana. Ese mismo año también dirigió algunos partidos al Valencia CF, aunque nunca tuvo contrato como tal, ya que en los años del amateurismo la figura del entrenador todavía no estaba implantada en España.
En 1928, coincidiendo con el final de su etapa en el FC Barcelona, entrenó durante algunos partidos al UE Sant Andreu.
En 1940 fue nombrado, junto a Paulino Alcántara, ayudante del técnico del FC Barcelona, Josep Planas. La temporada 1941-42 fue el primer entrenador de la Sociedad Deportiva La España Industrial, equipo del barrio de Sants vinculado al fútbol base del FC Barcelona.
Albañil durante toda su vida, tras dejar el fútbol siguió vinculado al mundo de la construcción, como celador de obras municipales del Ayuntamiento de Barcelona.
Falleció la madrugada del 25 de agosto de 1960, a los 64 años edad, a causa de una hemorragia estomacal, derivada de una úlcera en el duodeno. Muestra de su carisma, cuatro mil personas se reunieron el día de su entierro para darle su última despedida, entre ellos el presidente de la Federación Catalana de Fútbol y el secretario de la Federación Española, entre otros dirigentes deportivos. Varios excompañeros, como Samitier, Alcántara, Planas o Calvet llevaron el féretro a hombros hasta el Cementerio de Las Corts.

## Selección nacional
Internacional en tres ocasiones, ha pasado a la historia por ser uno de los 21 futbolistas que integraron la primera selección española de la historia. Fue la mítica Furia Roja, que logró la medalla de plata en los Juegos Olímpicos de Amberes en 1920.
Sancho jugó dos encuentros en la cita olímpica. Su debut tuvo lugar en el segundo partido internacional de España, disputado el 29 de agosto de 1920 ante Bélgica.
Su último partido con el combinado nacional fue un amistoso contra Portugal, el 16 de diciembre de 1923.
A pesar de ser castellonense de nacimiento, Sancho defendió en varias ocasiones la camiseta de la selección de fútbol de Cataluña. Su mayor éxito con este combinado fue el Campeonato de España Interregional, Copa Príncipe de Asturias, en 1924.

## Clubes
| Club         | País   | Año       |
| ------------ | ------ | --------- |
| CE Sans      | España | 1915-1916 |
| FC Barcelona | España | 1916-1922 |
| UE Sants     | España | 1922-1923 |
| FC Barcelona | España | 1923-1928 |
| CE Sabadell  | España | 1928      |

## Palmarés

### Campeonatos nacionales
| Título                    | Club                  | País   | Año  |
| ------------------------- | --------------------- | ------ | ---- |
| Copa del Rey              | FC Barcelona          | España | 1920 |
| Copa del Rey              | FC Barcelona          | España | 1922 |
| Copa Príncipe de Asturias | Selección de Cataluña | España | 1924 |
| Copa del Rey              | FC Barcelona          | España | 1925 |
| Copa del Rey              | FC Barcelona          | España | 1926 |

### Campeonatos regionales
| Título                 | Club         | País   | Año  |
| ---------------------- | ------------ | ------ | ---- |
| Campeonato de Cataluña | FC Barcelona | España | 1919 |
| Campeonato de Cataluña | FC Barcelona | España | 1920 |
| Campeonato de Cataluña | FC Barcelona | España | 1921 |
| Campeonato de Cataluña | FC Barcelona | España | 1922 |
| Campeonato de Cataluña | FC Barcelona | España | 1924 |
| Campeonato de Cataluña | FC Barcelona | España | 1925 |
| Campeonato de Cataluña | FC Barcelona | España | 1927 |

### Torneos internacionales
| Título           | Club               | País   | Año  |
| ---------------- | ------------------ | ------ | ---- |
| Medalla de plata | Selección olímpica | España | 1920 |